# Manuel Vidal (football, 1901)
Pour les articles homonymes, voir Manuel Vidal.
Manuel Vidal Hermosa, né le 15 octobre 1901 à Bilbao (Pays basque, Espagne) et mort le 17 juin 1965 à Valence (Espagne), est un footballeur international espagnol des années 1920 et 1930 qui jouait au poste de gardien de but. Il est ensuite entraîneur.

## Biographie

### Clubs
Vidal joue comme gardien de but avec l'Athletic Bilbao à partir de 1921. Avec l'Athletic, il joue et gagne la finale de la Coupe d'Espagne de 1923, ainsi que divers championnats régionaux.
Vidal fait partie de l'équipe du FC Barcelone qui remporte la première édition du championnat d'Espagne lors de la saison 1928-1929, même s'il ne joue que cinq matchs. Il débute le 12 février 1929 face au Racing de Santander (victoire 2 à 0 du Barça).
Après deux saisons au FC Barcelone (1928-1930), il retourne à l'Athletic Bilbao.
En 1932, il joue en deuxième division avec l'Atlético de Madrid.
Il met un terme à sa carrière en 1934 après une saison en troisième division avec le Gimnástico de Valence.

### Équipe nationale
Manuel Vidal joue une fois en équipe d'Espagne en 1927. Il dispute un match amical face à l'équipe de France à Colombes.

### Entraîneur
Manuel Vidal entraîne diverses équipes au niveau régional du Pays basque et découvre de jeunes talents.
Lors de la saison 1940-1941, il entraîne le Racing de Santander.

## Palmarès
Avec l'Athletic Bilbao :
- Vainqueur de la Coupe d'Espagne en 1923 et 1931
- Champion d'Espagne en 1931

Avec le FC Barcelone :
- Champion d'Espagne en 1929